# Daryl Justin Finizio
Daryl Justin Finizio (sinh ngày 20 tháng 7 năm 1977) là một chính khách người Mỹ, và là thị trưởng mạnh mẽ đầu tiên của New London, Connecticut. Là một đảng viên Dân chủ, ông đã giành chiến thắng trong bầu cử thị trưởng vào tháng 11 năm 2011 với 46% số phiếu trong cuộc đua 6 chiều (tỷ lệ gần 2:1 cho người có số phiếu cao nhất tiếp theo).

## Tuổi thơ, giáo dục và sự nghiệp
Finizio được sinh ra ở Westerly, Rhode Island. Một cựu sinh viên của Đại học Rhode Island, Finizio từng là Chủ tịch hội sinh viên đồng tính công khai đầu tiên, cũng như một đại biểu sinh viên trong Hội đồng Thống đốc Rhode Island cho Giáo dục Đại học. Trong thời gian làm việc tại URI, ông là người nhận Học bổng Harry S. Truman danh tiếng, được trao cho những sinh viên thể hiện tiềm năng lãnh đạo và cam kết phục vụ công chúng.
Sau khi tốt nghiệp URI, Finizio tiếp tục theo học Trường Dịch vụ công cộng Robert F. Wagner tại Đại học New York, nơi ông nhận bằng thạc sĩ Quản trị công. Tại thời điểm này, ông cũng làm việc cho Hội đồng Thành phố New York với tư cách là nhà phân tích chính sách tư pháp hình sự.  Năm 2005, Finizio nhận bằng J.D. từ Đại học Roger Williams. Ông hiện là luật sư được cấp phép ở cả tòa án Nhà nước và Liên bang tại Rhode Island và Connecticut, cũng như được cấp phép hành nghề trước Tòa án Tối cao Hoa Kỳ.
Vào năm 2006, Finizio trở lại Westerly, Rhode Island và giành chiến thắng trong bầu cử vào Hội đồng Thị trấn Westerly.  Trong khi phục vụ trong hội đồng thị trấn, ông đã nhận được học bổng công đức đầy đủ để theo học Đại học Northeastern cho một chương trình tiến sĩ trong Bộ Luật và Chính sách công.  Khi học và giảng dạy tại Đại học Northeastern, Finizio chuyển đến New London, Connecticut, nơi ông được bầu làm Thị trưởng vào năm 2011.

## Đời tư
Ông đã kết hôn với chồng mình, Todd Ledbetter, từ năm 2008, hiện đã ly hôn. Họ cư trú tại New London. Cả hai đều được mời tham dự các buổi chiêu đãi tháng Tự hào LGBTQ của Nhà Trắng năm 2013 và 2014.  Ông đã tái hôn từ đó.
Năm 2013, ông là người nhận giải thưởng "40 Under Forty" của Đông Nam Connecticut.
Finizio là một võ sĩ nghiệp dư khao khát.